# Jorge Rincón
Jorge Rincón (Colombia; 11 de enero de 1991) es un futbolista Colombiano. Juega de Guardameta y su equipo actual es el Depor F. C. de la Categoría Primera B.

## Clubes
| Club             | País     | Año             |
| ---------------- | -------- | --------------- |
| Cúcuta Deportivo | Colombia | 2011            |
| Depor F. C.      | Colombia | 2012 - Presente |